# Большая Пысса (сельское поселение)
Большая Пысса — административно-территориальная единица (административная территория село с подчинённой ему территорией) и муниципальное образование (сельское поселение с полным официальным наименованием муниципальное образование сельского поселения «Большая Пысса») в составе муниципального района Удорского в Республике Коми Российской Федерации.
Административный центр — село Большая Пысса.

## История
Статус и границы административной территории установлены Законом Республики Коми от 6 марта 2006 года № 13-РЗ «Об административно-территориальном устройстве Республики Коми».
Статус и границы сельского поселения установлены Законом Республики Коми от 5 марта 2005 года № 11-РЗ «О территориальной организации местного самоуправления в Республике Коми»

## Население
| 2010 | 2011 | 2012 | 2013 | 2014 | 2015 | 2016 |
| ---- | ---- | ---- | ---- | ---- | ---- | ---- |
| 504  | ↘500 | ↘498 | ↘455 | ↗457 | ↘428 | ↘402 |
| 2017 | 2018 | 2019 | 2020 | 2021 |      |      |
| →402 | ↘382 | ↘357 | ↘326 | ↘286 |      |      |

## Состав
Состав административной территории и сельского поселения:
| № | Населённый пункт | Тип населённого пункта       | Население |
| - | ---------------- | ---------------------------- | --------- |
| 1 | Большая Пысса    | село, административный центр | 338       |
| 2 | Латьюга          | деревня                      | 36        |
| 3 | Малая Пысса      | деревня                      | 64        |
| 4 | Патраково        | деревня                      | 10        |
| 5 | Политово         | деревня                      | 56        |